# Equitazione ai Giochi della V Olimpiade - Salto ostacoli individuale
La competizione del salto ostacoli individuale di equitazione dai Giochi della V Olimpiade si è svolta il 16 luglio 1912 presso lo Stadio Olimpico di Stoccolma.

## Concorso
Il concorso era composto di 19 ostacoli. Per ogni ostacolo erano assegnati 10 punti. L'altezza massima degli ostacoli era di  1,4 metri. La riviera era lunga 4 metri. Le Penalità erano le seguenti:
- 1 ° rifiuto - 2 punti
- 2 ° rifiuto - 4 punti
- 3 ° rifiuto - 6 punti
- caduta da cavallo - 6 punti
- toccando l'ostacolo con zampa anteriore del cavallo - 1 punto
- toccando l'ostacolo  con zampa posteriore del cavallo - 1 punto
- abbattendo l'ostacolo con la zampa anteriore del cavallo - 4 punti
- abbattendo l'ostacolo con la zampa posteriore del cavallo - 2 punti
- colpendo l'acqua con la zampa posteriore del cavallo - 2 punti
- colpendo l'acqua con la zampa anteriore del cavallo - 4 punti
- superamento del limite di tempo - 2 punti per ogni intervallo di 5 secondi oltre il limite di tempo di 3'50"

## Classifica finale
| Pos.    | Binomio                       | Binomio     | Nazione     | Tempo  | Tempo | Errori | Punti | Spareggio | Spareggio |
| Pos.    | Cavaliere                     | Cavallo     | Nazione     | Tempo  | Penal | Errori | Punti | Tempo     | Punti     |
| ------- | ----------------------------- | ----------- | ----------- | ------ | ----- | ------ | ----- | --------- | --------- |
| Oro     | Jacques Cariou                | Mignon      | Francia     | 3'46"0 |       | 4      | 186   | 1'16"0    | 55        |
| Argento | Rabod Wilhelm von Kröcher     | Dohna       | Germania    | 3'37"2 |       | 4      | 186   | 1'10"0    | 53        |
| Bronzo  | Emmanuel de Blommaert de Soye | Clonmore    | Belgio      | 3'18"0 |       | 5      | 185   |           |           |
| 4       | Herbert Scott                 | Shamrock    | Regno Unito | 3'26"4 |       | 6      | 184   |           |           |
| 5       | Sigismund Freyer              | Ultimus     | Germania    | 3'24"0 |       | 7      | 183   |           |           |
| 6       | Wilhelm von Hohenau           | Pretty Girl | Germania    | 3'19"0 |       | 9      | 181   |           |           |
| 6       | Ernst Casparsson              | Kiriki      | Svezia      | 3'29"4 |       | 9      | 181   |           |           |
| 6       | Nils Adlercreutz              | Ilex        | Svezia      | 3'30"0 |       | 9      | 181   |           |           |
| 9       | Dmitrij Pavlovič Romanov      | Unité       | Russia      | 3'23"6 |       | 10     | 180   |           |           |
| 9       | Charles Lewenhaupt            | Arno        | Svezia      | 3'33"0 |       | 10     | 180   |           |           |
| 9       | Gustaf Lewenhaupt             | Medusa      | Svezia      | 3'35"0 |       | 10     | 180   |           |           |
| 9       | Ernst Deloch                  | Hubertus    | Germania    | 3'39"0 |       | 10     | 180   |           |           |
| 13      | Pierre Dufour d'Astafort      | Amazone     | Francia     | 3'38"6 |       | 11     | 179   |           |           |
| 13      | Carl-Axel Torén               | Falken      | Svezia      | 3'41"2 |       | 11     | 179   |           |           |
| 15      | Karol von Rómmel              | Siablik     | Russia      | 3'49"0 |       | 12     | 178   |           |           |
| 16      | Enrique Deichler              | Chile       | Cile        | 3'40"0 |       | 14     | 176   |           |           |
| 16      | Aleksandr Rodzyanko           | Eros        | Russia      | 3'21"0 |       | 14     | 176   |           |           |
| 18      | Sergey Zagorsky               | Bandoura    | Russia      | 3'18"0 |       | 16     | 174   |           |           |
| 18      | Federico Carlo di Prussia     | Gibson Boy  | Germania    | 3'25"0 |       | 16     | 174   |           |           |
| 18      | Friedrich Ernst von Grote     | Polyphem    | Germania    | 3'39"8 |       | 16     | 174   |           |           |
| 21      | Mikhail Pleshkov              | Yvette      | Russia      | 3'46"8 |       | 17     | 173   |           |           |
| 22T     | Åke Hök                       | Mona        | Svezia      | 3'38"8 |       | 20     | 170   |           |           |
| 22T     | Aleksey Selikhov              | Tugela      | Russia      | 3'42"4 |       | 20     | 170   |           |           |
| 24      | Karl Kildal                   | Garcia      | Norvegia    | 3'34"2 |       | 22     | 168   |           |           |
| 25      | Elias Yáñez                   | Patria      | Cile        | 3'35"0 |       | 24     | 166   |           |           |
| 26      | Jørgen Jensen                 | Jessy       | Norvegia    | 3'38"6 |       | 25     | 165   |           |           |
| 27      | Paul Kenna                    | Harmony     | Regno Unito | 4'12"0 | 10    | 18     | 162   |           |           |
| 28      | Jens Falkenberg               | Florida     | Norvegia    | 4'31"6 | 19    | 10     | 161   |           |           |
| 29      | Edward Nash                   | The Flea    | Regno Unito | 4'30"2 | 18    | 19     | 153   |           |           |
| 30      | Guy Reyntiens                 | Beau Soleil | Belgio      | 4'23"0 | 14    | 29     | 147   |           |           |
| -       | Bernard Meyer                 | Ursule      | Francia     | DNF    | DNF   | DNF    | DNF   |           |           |